# Shinshō-ji (Muroto)

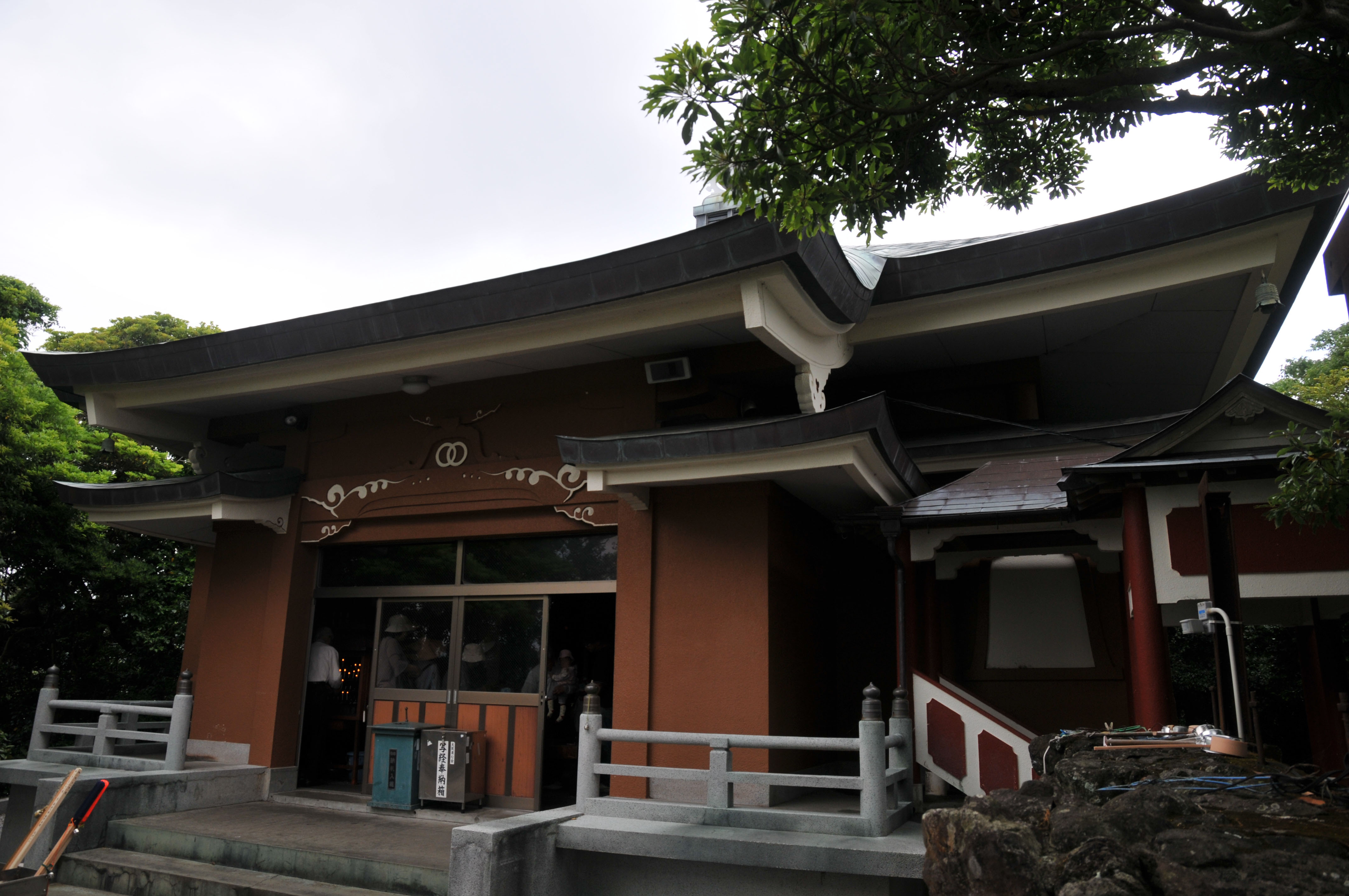
Haupthalle

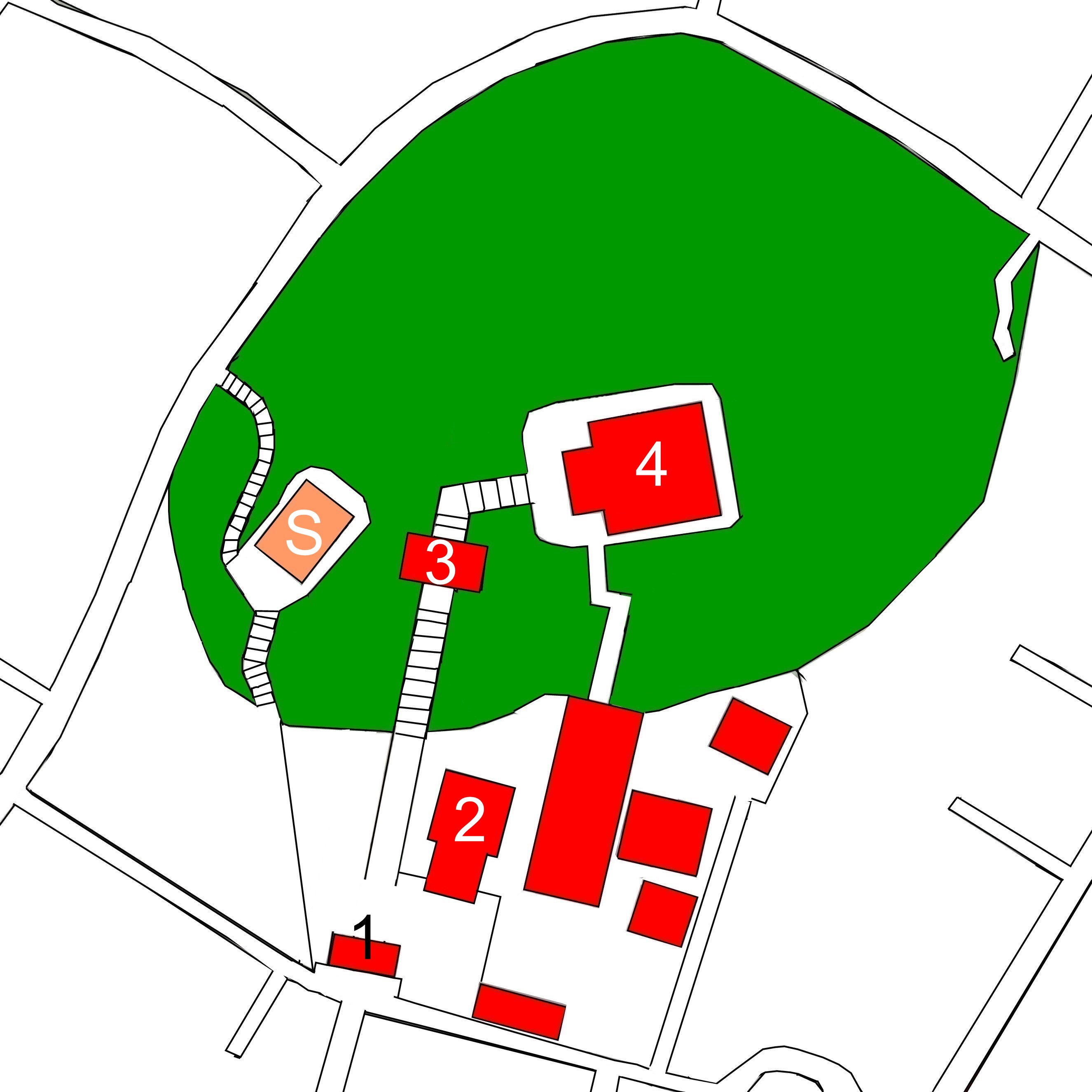
Plan des Tempels (s. Text)

Der Shinshō-ji (japanisch 津照寺), gewöhnlich Tsudera (津寺) genannt, mit den Go Hōjuzan (宝珠山) und Shingon'in (真言院) in der Stadt Muroto (Präfektur Kōchi), ist ein Tempel, der zu Buzan-Richtung (豊山派) des Shingon-Buddhismus gehört. In der traditionellen Zählung ist er der 25. Tempel des Shikoku-Pilgerwegs.

## Geschichte
Ursprünglich wurde der Tempel von den Chōsokabe angelegt und später dann von den Yamanouchi gefördert. Zu Beginn der Meiji-Zeit wurde der Tempel aufgelöst und der Grundbesitz an die Bauern der Gegend verteilt. 1883 konnte die Tempelanlage wieder errichtet werden, allerdings auf einer kleineren Fläche.
Die Hauptkultfigur wird „Steuermann-Jizō“ (楫取地蔵; Kajitori Jizō) genannt. Sie erhielt diesen Namen, weil Jizō in der Gestalt eines großen, starken Priesters dem ersten Fürsten der Yamanouchi, Yamanouchi Kazuto (山内一豊; 1546–1605) erschien, als dieser in Seenot geraten war, und ihn sicher ans Ufer steuerte. Da „Kajitori“ gleichlautend auch als 火事取, also als „Retter aus Feuersnot“ geschrieben werden kann, kommt diesem heiligen Jizō auch diese Aufgabe zu.

## Anlage
Hat man das schlichte Tempeltor (山門, Sammon; 1) passiert, findet man zur Rechten die Halle, in der der Tempelgründer verehrt wird, die Daidhidō (大師堂; 2) aus dem Jahr 1963. Zur ebenfalls modernen Haupthalle (本堂, Hondō; 4), sie stammt aus dem Jahr 1975, steigt man die Treppe poch, passiert das Niō-Tor, das zugleich als Glockenturm (仁王門兼鐘楼, Niō-mon ken Shōrō; 3) fungiert. Es ist ein einem ungewöhnlichen Stil erbaut und erinnert an ein Tor zu einem Drachenpalast (竜宮, Ryūgū). Auf dem Tempelgelände steht ein Sutren-kopierender Priester, Shakyōdaishi (写経大師), aus Stein.
Auf demselben Hügel steht auf halber Höhe der Ichiki-Schrein (一木神社; S).

## Bilder

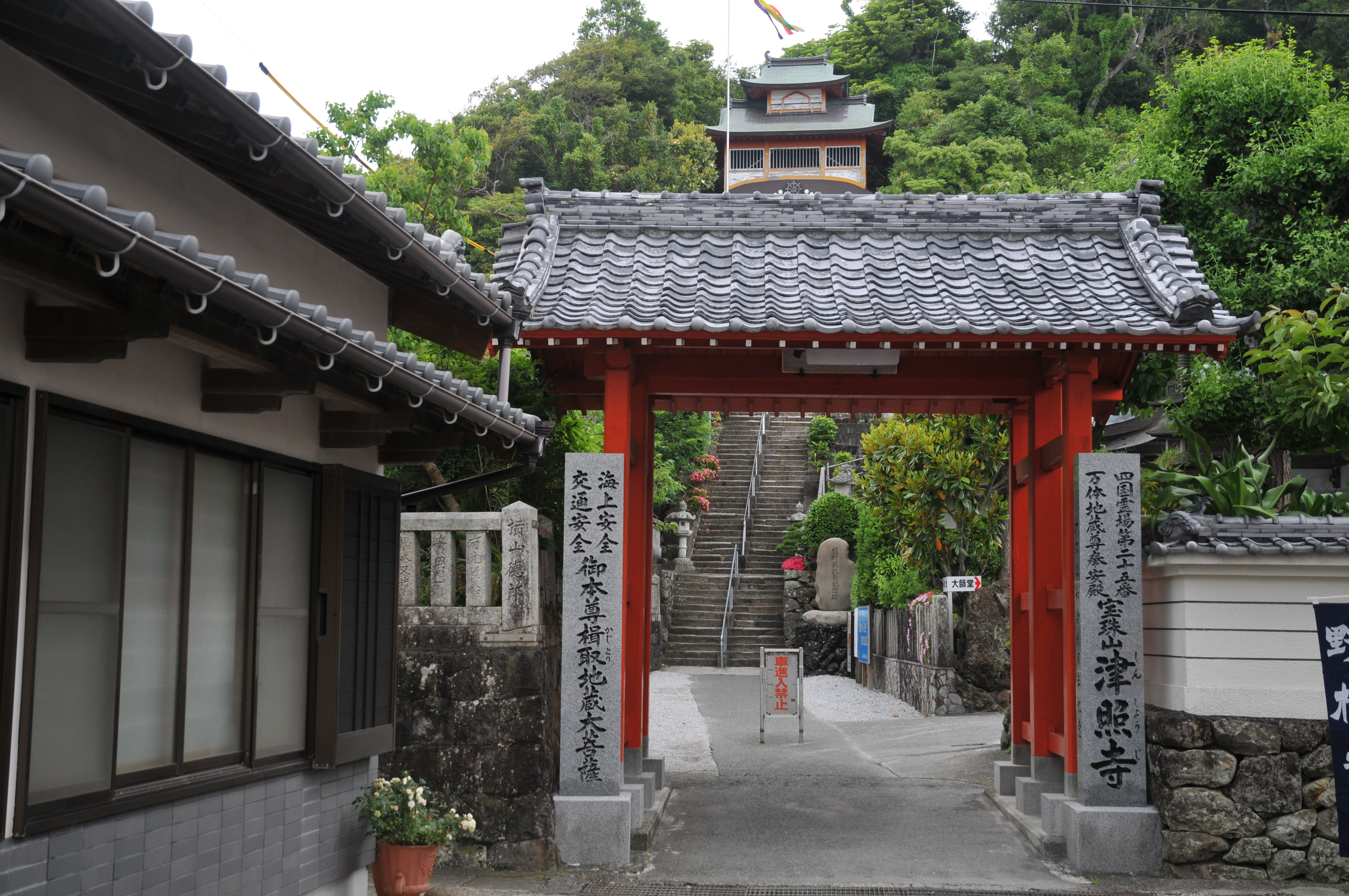
Tempeltor
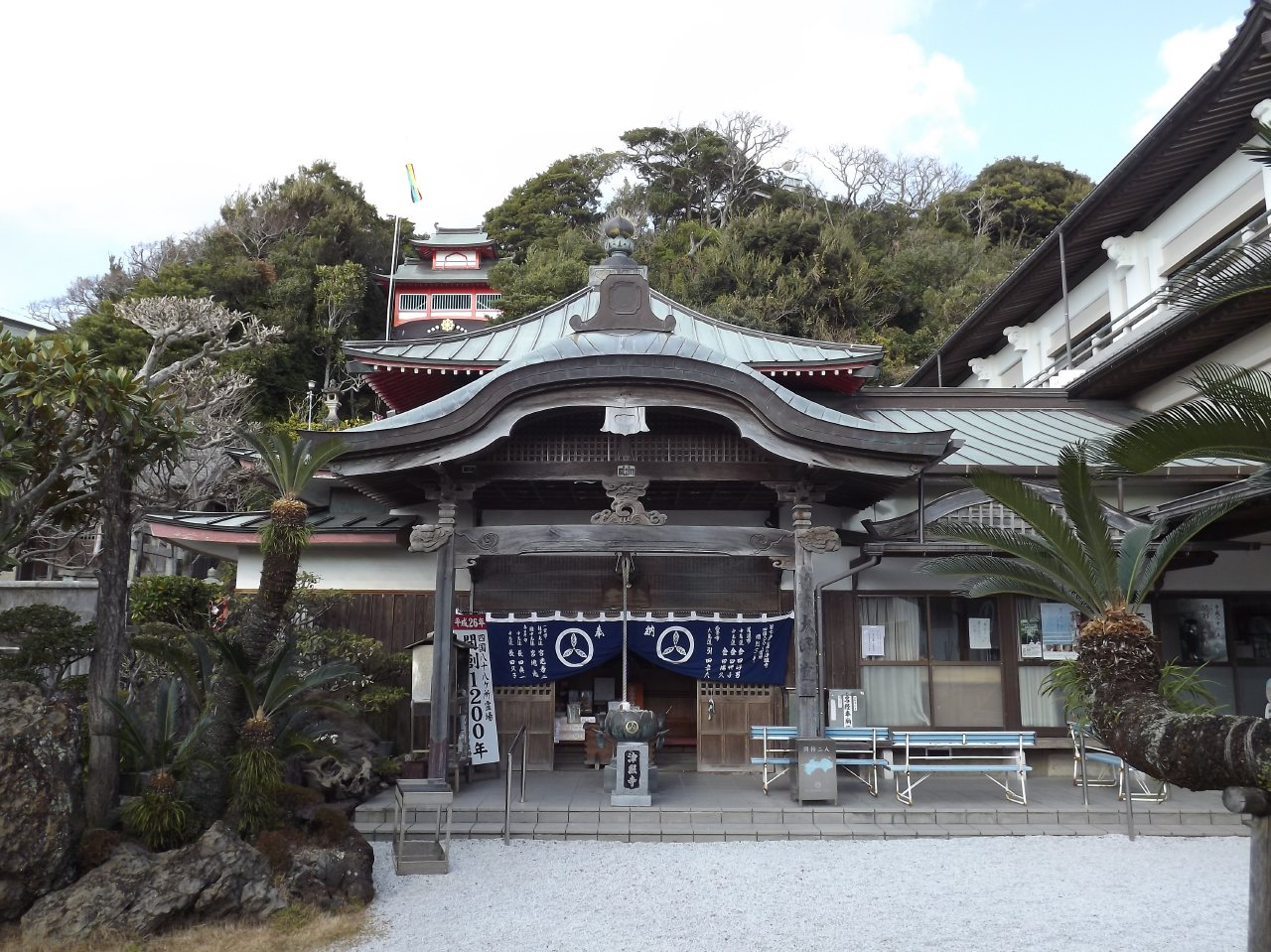
Daishidō
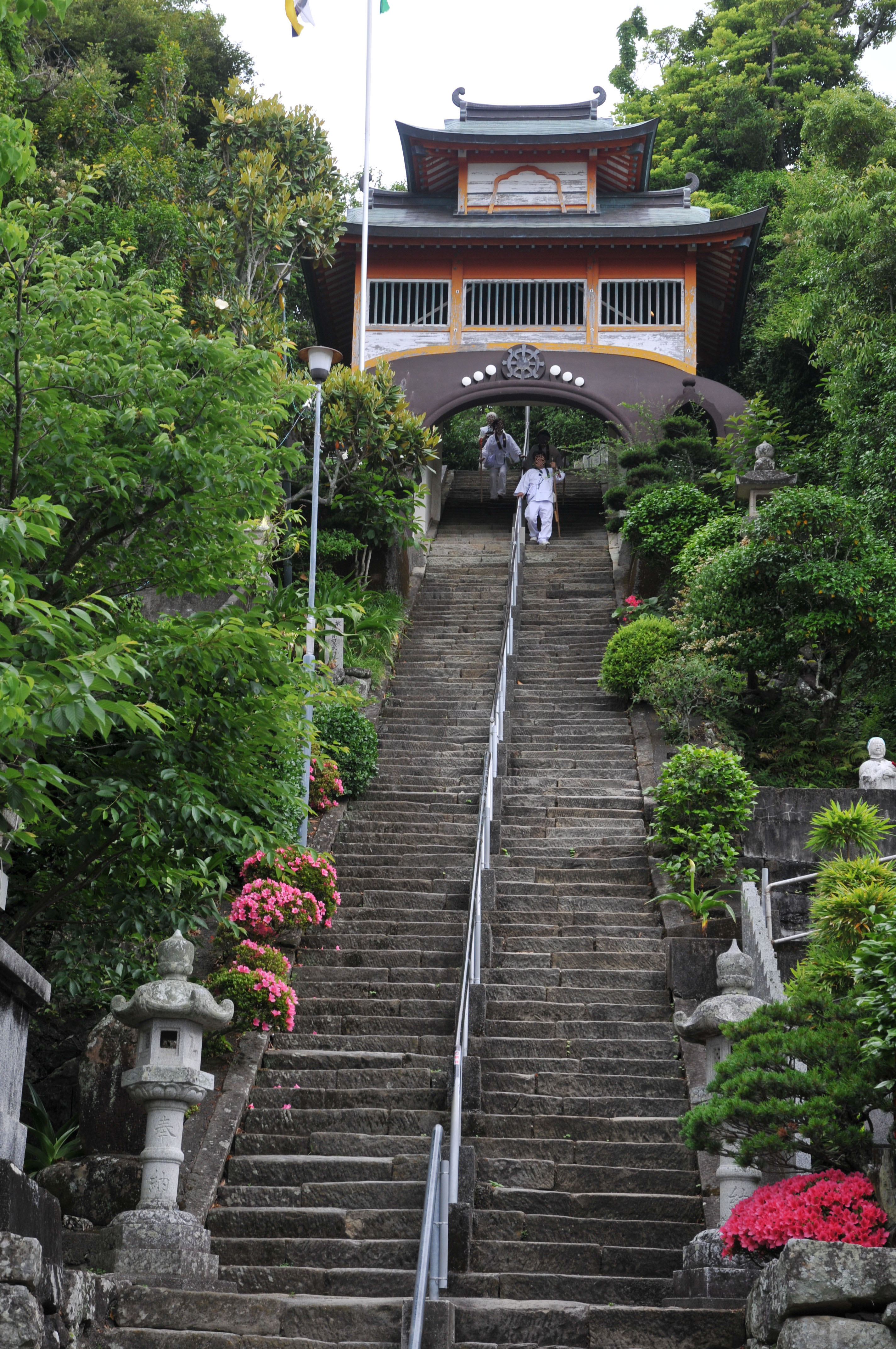
Treppe mit Niō-Tor
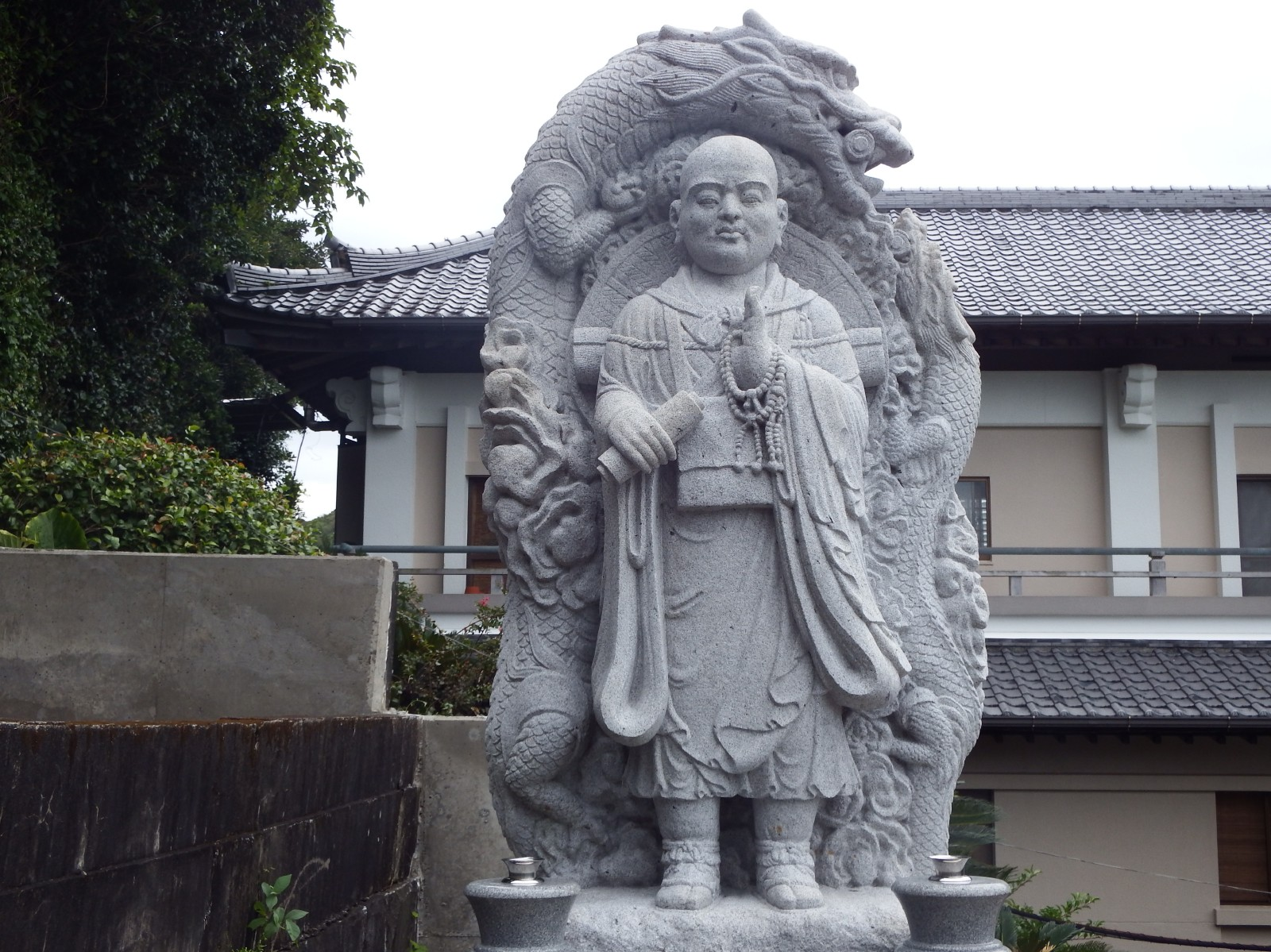
Shakyōdaishi